# Resolutie 2356 Veiligheidsraad Verenigde Naties
Resolutie 2356 van de Veiligheidsraad van de Verenigde Naties werd unaniem op 2 juni 2017 aangenomen door de VN-Veiligheidsraad. De resolutie voegde nieuwe organisaties en personen toe aan de lijst waartegen de middels resolutie 1718 uit 2006 ingestelde sancties golden ten gevolge van Noord-Korea's kernwapenprogramma.

## Standpunten
Resolutie 2356 werd opgesteld door de Verenigde Staten na wekenlange onderhandelingen met China. De Amerikaanse vertegenwoordiger zei daarmee een sterk signaal aan Noord-Korea te sturen: "stop met ballistische raketten lanceren of draag de gevolgen". Ze zei ook de haar land zou blijven proberen tot een onderhandelde oplossing te komen, maar dat Noord-Korea eerst concrete stappen moest zetten om zijn kernwapenprogramma stop te zetten. De VS zou zich op andere manieren verdedigen indien nodig. Ze voegde daar nog aan toe: "ons doel is niet verandering van regime".
De vertegenwoordiger van China zei dat zijn land tegen de raketlanceringen was, en altijd voorstander van een diplomatieke oplossing was geweest. Alle partijen moesten terughoudendheid aan de dag leggen en elkaar leren vertrouwen. China had voorgesteld dat Noord-Korea zou stoppen met zijn raketproeven als de VS en Zuid-Korea in ruil zouden stoppen met het houden van militaire oefeningen. Het land had eerder al gezegd dat de "onvriendelijke" acties van de VS het internationaal overleg en de samenwerking bemoeilijkten.
Rusland noemde de lanceringen zonder voorafgaande kennisgeving onaanvaardbaar. Wel vond men dat de proactieve referenties naar chemische en biologische wapens in de resoluties van de Veiligheidsraad een averechts effect hadden. Er was geen bewijs dat Noord-Korea dergelijke programma's had. De spanningen op het Koreaans Schiereiland liepen op door de militaire activiteiten van "bepaalde landen uit de regio en van buiten de regio" en de ontplooiing van een Amerikaans luchtafweersysteem in Zuid-Korea. "Als men in termen van ultimatums bleef spreken, zou men nooit vooruit geraken." Omdat de VS eerder eigen sancties tegen onder meer Russische bedrijven die leverden aan Noord-Korea had opgelegd, was niet zeker geweest dat Rusland deze resolutie zou steunen.
Zuid-Korea stelde dat het uitbreiden van de sancties het Noord-Korea moeilijker zou maken om zijn "illegale activiteiten" te bekostigen. Het land riep alle VN-lidstaten dan ook op de resoluties geheel uit te voeren. Het doel was om Noord-Korea terug aan de onderhandelingstafel te krijgen. Dit land werd opgeroepen te stoppen met provoceren, aan een dialoog te werken en de nucleaire activiteiten op te doeken.

## Achtergrond
Al in 1992 werd een akkoord gesloten over de bevriezing van Noord-Korea's kernprogramma. In het begin van de 21e eeuw kwam het land echter in aanvaring met de Verenigde Staten, toen president George W. Bush het land bij de zogenaamde as van het kwaad rekende. Noord-Korea hervatte de ontwikkeling van kernwapens en ballistische raketten om ze af te dragen. In 2006 voerde het land een eerste kernproef uit, in 2009 gevolgd door een tweede. Hieropvolgend werden middels resolutie 1718 sancties ingesteld tegen het land. In 2012 lanceerde het land met succes een raket met een satelliet, en schond daarmee de sancties die het land verboden kern- en rakettechnologie te ontwikkelen. De Veiligheidsraad besloot hierop om het land strengere sancties op te leggen. Als tegenreactie voerde Noord-Korea begin 2013 een nieuwe kernproef uit. In januari 2016 volgde opnieuw een kernproef; deze keer met een waterstofbom. In september 2016 volgde al een nieuwe, nog zwaardere proef.

## Inhoud
De Veiligheidsraad veroordeelde dat de ontwikkeling van kernwapens en ballistische raketten door Noord-Korea na 9 september 2016 gewoon was doorgegaan. Op die datum had het land toen zijn laatste kernproef gehouden. Sindsdien had het meer dan tien ballistische testraketten gelanceerd. Men bleef bij de eis dat Noord-Korea zijn kernwapenprogramma moest opgeven. In 2006 al had het land hiervoor sancties, bestaande uit het bevriezen van banktegoeden en reisverboden opgelegd gekregen. Na de laatste kernproef in 2016 waren die sancties nog verzwaard. Deze resolutie voegde vier Noord-Koreaanse organisaties en veertien functionarissen toe aan de sanctielijst, die daarmee 46 organisaties en 53 personen telde.
Lijst ·  2337 ·  2338 ·  2339 ·  2340 ·  2341 ·  2342 ·  2343 ·  2344 ·  2345 ·  2346 ·  2347 ·  2348 ·  2349 ·  2350 ·  2351 ·  2352 ·  2353 ·  2354 ·  2355 ·  2356 ·  2357 ·  2358 ·  2359 ·  2360 ·  2361 ·  2362 ·  2363 ·  2364 ·  2365 ·  2366 ·  2367 ·  2368 ·  2369 ·  2370 ·  2371 ·  2372 ·  2373 ·  2374 ·  2375 ·  2376 ·  2377 ·  2378 ·  2379 ·  2380 ·  2381 ·  2382 ·  2383 ·  2384 ·  2385 ·  2386 ·  2387 ·  2388 ·  2389 ·  2390 ·  2391 ·  2392 ·  2393 ·  2394 ·  2395 ·  2396 ·  2397